# Anell (micologia)

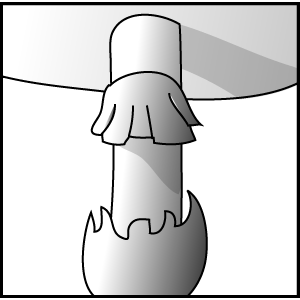
Diagrama d'un vel de basidiomicet amb anell i volva

Anell en micologia, és l'estructura en forma d'anell que es pot trobar a vegades en la cama o estípit d'alguns fongs.
L'anell representa les restes romanents del vel parcial o del vel universal, un cop s'ha esquinçat per a exposar les làmines o un altre tipus de superfície que exposa les espores. Un anell pot ser gruixut i membranós o pot ser com una teranyina. Aquest tipus d'anell s'anomena cortina.
Els anells poden ser persistents, romanent com una característica notable en bolets madurs o desaparèixer aviat quan el fong emergeix, deixant potser una petita resta sobre l'estípit (tija) anomenada "zona anular". Per a espècies comestibles de bolets aquesta zona és la considerada més saborosa.

## Formes
Els anells presenten diverses formes que poden ser importants en la classificació dels fongs. Les més característiques són:
- Penjant: penjant o en forma de faldilla.
- Acampanada: expandint-se cap enfora des de l'estípit.
- Envaginat: obert cap en dalt al voltant de l'estípit.
- ascendent (ínfer), deriva del vel universal;
- descendent (súper), deriva del vel parcial;
- doble